# Pangrati
Pangrati (in greco Παγκράτι?) è un quartiere a sud-est di Atene, in Grecia, a sud di Kolonaki, a ovest di Kaisarianī, a nord di Vyronas e ad est di Mets. È uno dei più grandi quartieri ateniesi e uno dei più popolati. Pagrati corrisponde geograficamente all'antico demo di Agrile.
Nel quartiere è sito lo Stadio Panathinaiko, antico stadio restaurato nel XIX secolo e sede principale dei Giochi della I Olimpiade nel 1896.

## Piazze

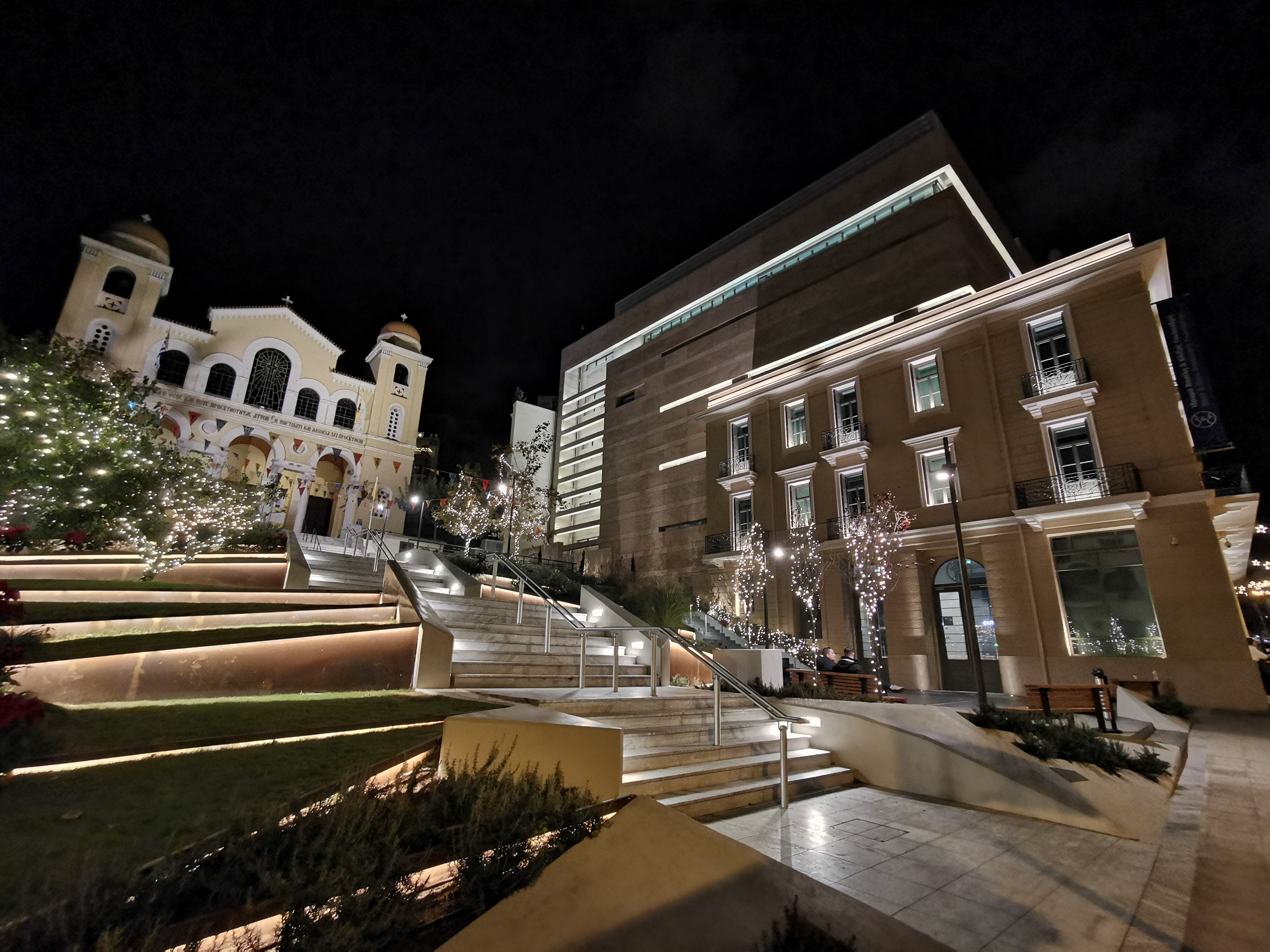
Piazza di Santo Spiridione, Pangrati e Goulandris Museo per l’arte moderna e contemporanea

Numerose sono le piazze di Pangrati: Plastira, Pangratiou ("di Pangrati"), Messolongiou, Proskopon, Agios Spyridon (Santo Spiridione), Skouze (Rigillis), Profitis Ilias, Deliolani, Plyta e Varnava.

## Monumenti e luoghi d'interesse
- Stadio Panathinaiko

- Pinacoteca nazionale di Atene

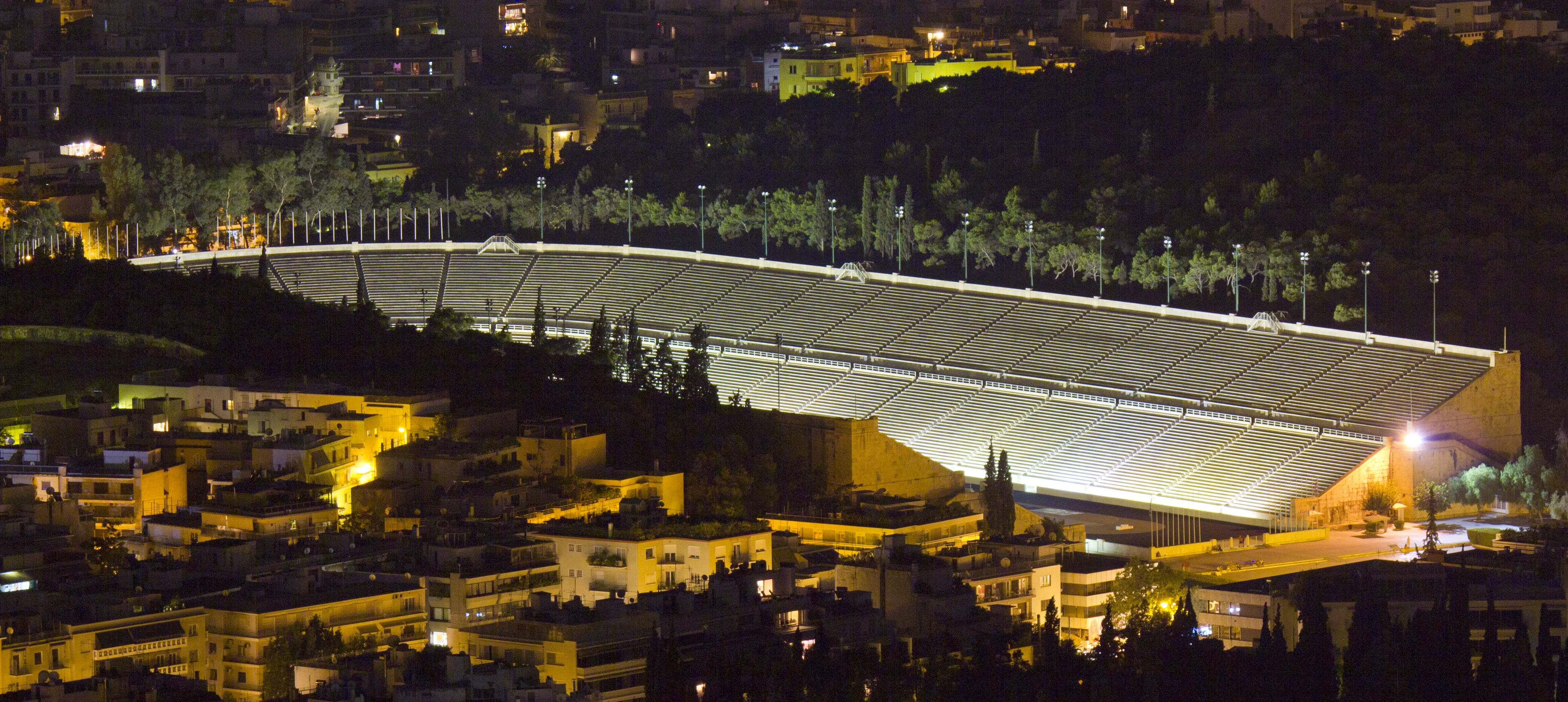

- Museo bizantino e cristiano di Atene
- Museo della guerra (Atene)
- Museo Goulandris di arte Moderna e Contemporanea

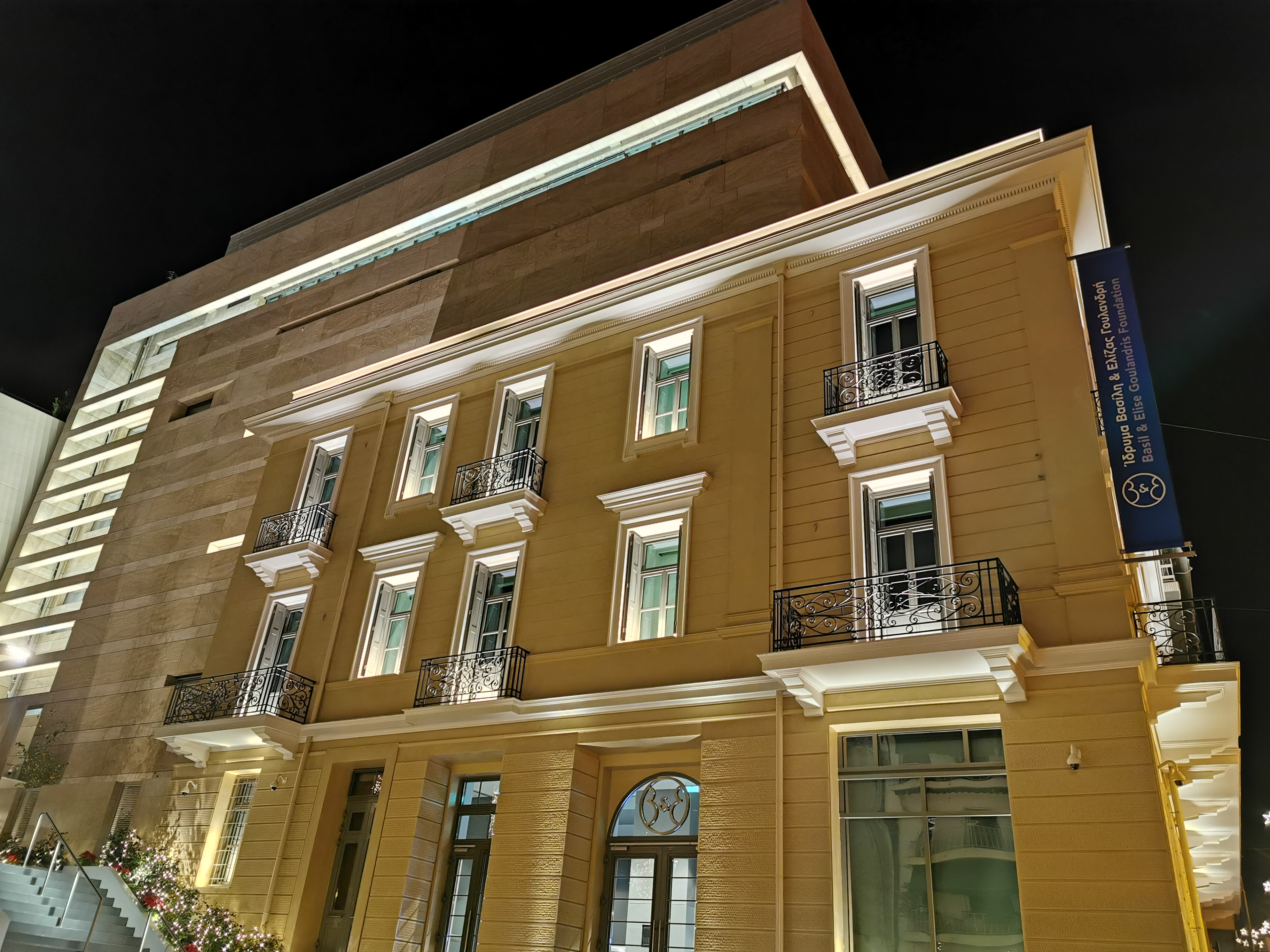

- Giardino nazionale di Atene
- Zappeio L'edificio Zappeion nei pressi dei giardini nazionali

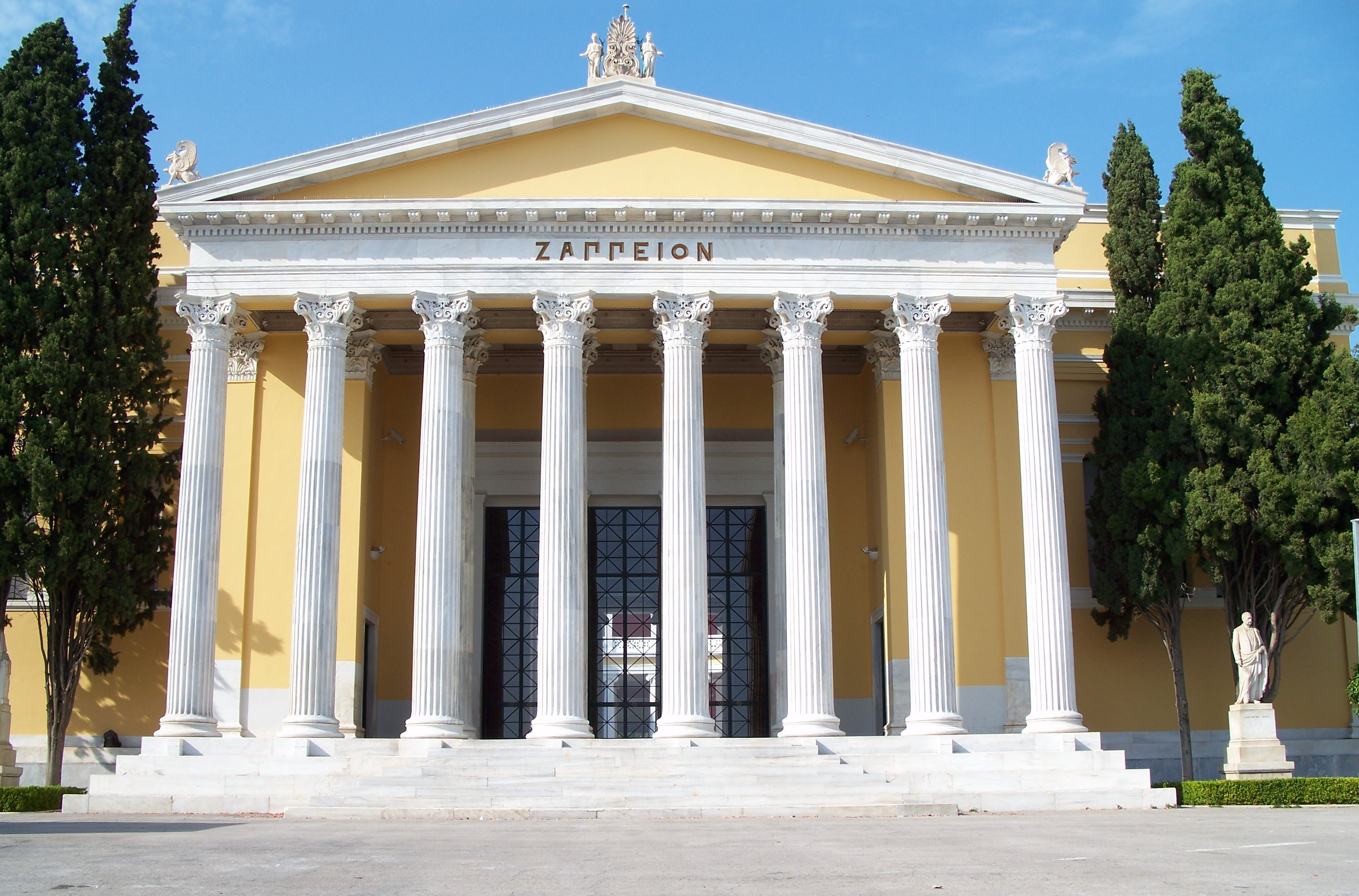
L'edificio Zappeion nei pressi dei giardini nazionali

- Primo cimitero di Atene una gliptoteca a cielo aperto con opere dei massimi scultori greci del diciannovesimo e ventesimo secolo
- Liceo di Aristotele
- Conservatorio di Atene
- Sede del Centro nazionale delle ricerche, di Konstantinos Doxiadis

## Trasporti
Il quartiere è servito dalle linee degli autobus 054, 203, 204, 209, 732 e dei tram 2, 4 ed 11.